# پالیچ
پالیچ (به صربی: Palić) یک منطقهٔ مسکونی در صربستان است که در ناحیه باچکای شمالی واقع شده‌است. پالیچ ۴۰٫۹۹ کیلومتر مربع مساحت و ۷٬۷۷۱ نفر جمعیت دارد و ۹۹ متر بالاتر از سطح دریا واقع شده‌است.

## خواهرخوانده
شهرهای سوبتیتسا و تلنا خواهرخوانده‌های پالیچ هستند.